# Parafijiwka
Parafijiwka (ukr. Парафіївка) – osiedle typu miejskiego na Ukrainie, w obwodzie czernihowskim, w rejonie pryłuckim, siedziba hromady. W 2024 liczyło 2143 mieszkańców.

## Urodzeni
- Korniej Andrusienko
- Abram Słucki